# 单头雅灯心草
单头雅灯心草（学名：Juncus concinnus var. monocephalus）为灯心草科灯心草属雅灯心草的变种。分布在中国大陆的四川等地，生长于海拔4,010米的地区，多生长在山坡林下，目前尚未由人工引种栽培。